# Jacques Dixmier
Pour les articles homonymes, voir Dixmier.
Jacques Dixmier est un mathématicien français, né le 26 mai 1924 à Saint-Etienne, qui a été membre du groupe Bourbaki.

## Biographie
Jacques Dixmier entre à l'École normale supérieure en 1942 ; il est reçu premier à l'agrégation de mathématiques en 1944 et intègre le CNRS en 1946. En 1948, sous la direction de Gaston Julia, il soutient une thèse intitulée Étude sur les variétés et les opérateurs de Julia avec quelques applications et en 1949 il est invité par Jean-Pierre Serre et Pierre Samuel à se joindre au groupe Bourbaki. Il enseigne à Toulouse, Dijon puis Paris. Au début de sa retraite, il passe cinq ans à l'IHÉS.
Il est professeur honoraire de l'université Pierre-et-Marie-Curie.
Il est également l'auteur de deux recueils de nouvelles de science-fiction, L'Aurore des dieux (1993) et Le Septième arrhe (1995). Il est coauteur — avec Danye Chéreau et Alain Connes — de deux romans, Le Théâtre Quantique (2013) et Le Spectre d'Atacama (2018).
Son nombre d'Erdős est 1.

## Travaux
Dans les Éléments de mathématique, Dixmier a travaillé sur les algèbres d'opérateurs. Il a écrit quelques-uns des ouvrages de référence sur ce sujet, et a introduit entre autres la trace de Dixmier (en) et la conjecture de Dixmier. Parmi ses élèves figurent Alain Connes, Michel Brion, Nicole Berline, Michel Duflo, Alain Guichardet et Michèle Vergne.

## Distinctions
- Orateur invité au congrès international des mathématiciens de 1966 à Moscou[7] et de 1978 à Helsinki[8]
- 1976 : prix Ampère de l'Académie des sciences
- 1992 : prix Leroy P. Steele
- 2001 : médaille Émile-Picard de l'Académie des sciences

## Sélection d'ouvrages
- J. Dixmier, Les algèbres d'opérateurs dans l'espace hilbertien (algèbres de von Neumann), Jacques Gabay, coll. « Les grands classiques Gauthier-Villars », 3 mai 2000 (1re éd. 1957 chez Gauthier-Villars), 367 p. (ISBN 2876470128 et 978-2876470125, ASIN B00185450C).
- J. Dixmier, Les C*-algèbres et leurs représentations, Jacques Gabay, coll. « Les grands classiques Gauthier-Villars », 1996 (réimpr. 3 mai 2000), 2e éd. (1re éd. 1964 chez Gauthier-Villars), 390 p. (ISBN 2876470136 et 978-2876470132).
- J. Dixmier, Algèbres enveloppantes, Jacques Gabay, 28 septembre 1996 (1re éd. 1974 chez Gauthier-Villars) (ISBN 2876470144 et 978-2876470149).
- J. Dixmier (préf. Alain Connes), L'Aurore des dieux, Aléas, 1er janvier 2002 (1re éd. 1993), 143 p. (ISBN 2908016257 et 978-2908016253).